# شهرستان هیشان
شهرستان هیشان (به لاتین: Heishan County) یک منطقهٔ مسکونی در چین است که در جینجو واقع شده‌است. شهرستان هیشان ۲۳ متر بالاتر از سطح دریا واقع شده‌است.